# Obiekt (Śniadanie w futrze)
Obiekt (Śniadanie w futrze) (fr. Object (Le Déjeuner en fourrure)) – rzeźba Meret Oppenheim składająca się z filiżanki, spodka i łyżeczki pokrytych futrem. Przechowywana jest w Museum of Modern Art w Nowym Jorku.
Powstanie Obiektu wiąże się z epizodem z 1936 r., kiedy to w Paryżu Oppenheim spotkała się z Pablem Picassem i Dorą Maar. Nosiła wtedy zaprojektowaną przez siebie metalową bransoletkę pokrytą futrem. W czasie rozmowy Picasso stwierdził, że wszystko można pokryć futrem, nawet meble i drzwi. Oppenheim zapytała, czy dotyczy to również filiżanki i spodka.
Rozmowa zainspirowała ją do stworzenia nietypowej rzeźby na Światową Wystawę Surrealizmu w galerii Cahier d'Art, którą zorganizowała grupa artystów w 1936 r. w Paryżu. Artystka zakupiła w domu towarowym kilka zwykłych przedmiotów i pokryła je skórą chińskiej gazeli, umiejętnie łącząc obydwa materiały i eksponując odpowiednio ciemne i jasne odcienie futra. W latach trzydziestych XX wieku surrealiści, z którymi była związana Oppenheim, często wykonywali dziwne i niepokojące przedmioty, których powstanie miało wiązać się z irracjonalnymi procesami psychicznymi – snami, halucynacjami, podświadomością. Śniadanie w futrze wpisuje się w ten nurt działań.
Oppenheim nazwała swoją pracę Obiekt. Drugi, bardziej znany tytuł – Śniadanie w futrze, został nadany przez André Bretona. Miał wywoływać skojarzenia z głośnym Śniadaniem na trawie Maneta oraz skandalizującą powieścią Wenus w futrze Leopolda von Sacher-Masocha.
Praca została zauważona przez dyrektora Museum of Modern Art, Alfreda H. Barra i zakupiona do zbiorów muzeum za 50 dolarów. Była to pierwsza praca wykonana przez kobietę, którą nabyło to muzeum. Dzisiaj bywa określana jako dzieło ikoniczne, jeden z najbardziej znanych przedmiotów surrealistycznych.

## Interpretacja
Oppenheim zestawiła w swojej pracy materiały będące niejako przeciwieństwami: filiżanka i łyżeczka służą do wkładania do ust, jednak myśl o futrze w ustach wywołuje odruch obrzydzenia. Dzieło wywołuje napięcie i przeciwstawne uczucia u oglądającego go widza. Było interpretowane jako przedmiot o wymowie erotycznej, a taki odbiór był jeszcze wzmacniany tytułem nadanym przez Bretona. Jednak sama Meret Oppenheim twierdziła, że jej dzieło nie ma żadnych podtekstów, powstało w wyniku kawiarnianej rozmowy, i że artystka chciała po prostu ze zwykłej rzeczy stworzyć coś dziwnego.